# Wedendorfersee
Wedendorfersee ist eine Gemeinde im Landkreis Nordwestmecklenburg in Mecklenburg-Vorpommern (Deutschland), die zum 1. Juli 2011 aus dem Zusammenschluss der Gemeinden Wedendorf und Köchelstorf entstanden ist. Sie wird vom Amt Rehna mit Sitz in der gleichnamigen Stadt verwaltet.

## Geografie
Die im Zentrum des Landkreises gelegene Gemeinde Wedendorfersee liegt etwa fünf Kilometer südöstlich der Kleinstadt Rehna. Das leicht hügelige Gebiet zwischen den Flüssen Radegast und Stepenitz erreicht etwa 75 m ü. NN. Der namengebende Wedendorfer See trennt die beiden Hauptorte Köchelstorf und Wedendorf.
Zur Gemeinde gehören die Ortsteile Benzin, Groß Hundorf, Kasendorf, Kirch Grambow, Köchelstorf und Wedendorf.

## Geschichte
Nach Einwohnerversammlungen am 16. November 2010 in Köchelstorf und am 23. November 2010 in Wedendorf beschlossen die Gemeinderäte der beiden Gemeinden am 30. November 2010 (in Köchelstorf) und am 14. Dezember 2010 (in Wedendorf) jeweils einstimmig die Annahme des Gebietsänderungsvertrages, der den Zusammenschluss zur neuen Gemeinde Wedendorfer See vorsieht. Der Kreistag des Landkreises Nordwestmecklenburg stimmte am 24. Februar 2011 zu. Das Innenministerium des Landes Mecklenburg-Vorpommern bestätigte die Fusion mit der Änderung des Gemeindenamens auf Wedendorfersee.

## Politik

### Wappen, Flagge, Dienstsiegel
Die Gemeinde verfügt über kein amtlich genehmigtes Hoheitszeichen, weder Wappen noch Flagge. Als Dienstsiegel wird das kleine Landessiegel mit dem Wappenbild des Landesteils Mecklenburg geführt. Es zeigt einen hersehenden Stierkopf mit abgerissenem Halsfell und Krone und der Umschrift „GEMEINDE WEDENDORFERSEE • LANDKREIS NORDWESTMECKLENBURG“.

## Sehenswürdigkeiten
- Dorfkirche in Kirch Grambow, eine Kirche der Backsteingotik mit eingezogenem Chor und wuchtigem Westturm mit zierlichen achtseitigen Aufsatz mit Glockenhelm, die 1267 erstmals erwähnt wurde.
- Pfarrwitwenhaus von 1669 in Holzfachwerk in Kirch Grambow
- Pfarrhaus von 1794 als Fachwerkbau mit Krüppelwalm in Kirch Grambow
- Gutshaus Groß Hundorf
- Gutshaus Kasendorf
- Schloss Wedendorf: Klassizistischer, dreigeschossiger, elfachsiger Putzbau von 1810 nach Plänen von Martin Friedrich Rabe mit Park; heute Hotel.